# Meteorium vaginans
Meteorium vaginans là một loài Rêu trong họ Meteoriaceae. Loài này được (Welw. & Duby) A. Jaeger mô tả khoa học đầu tiên năm 1877.